# Анциферово (Рязанская область)
Анциферово — деревня в Клепиковском районе Рязанской области. Входит в состав Болоньского сельского поселения.

## География
Находится в северной части Рязанской области на расстоянии приблизительно 13 км на запад по прямой от районного центра города Спас-Клепики.

## История
В 1859 году здесь (тогда деревня Рязанского уезда Рязанской губернии) было учтено 15 дворов, в 1897 — 35.

## Население
Численность населения: 115 человек (1859 год), 285 (1897), 16 в 2002 году (русские 100 %), 7 в 2010.